# Hội Dược học Việt Nam
Hội Dược học Việt Nam là tổ chức xã hội - nghề nghiệp phi lợi nhuận của những người và tổ chức làm việc trong lĩnh vực liên quan đến dược học, tại Việt Nam 
Hội có tên giao dịch tiếng Anh là Vietnamese Pharmaceutical Association, viết tắt là VPA .
Điều lệ Hội hiện hành được Bộ Nội vụ phê duyệt tại Quyết định số 26/2003/QĐ-BNV Ngày 10 tháng 6 năm 2003 .
Trụ sở Hội đặt tại địa chỉ A203, nhà M3-M4 số 1 đường Nguyễn Chí Thanh, phường Ngọc Khánh, quận Ba Đình, thành phố Hà Nội ·